# Le Vaisseau des morts
Le Vaisseau des morts, sous-titré Histoire d'un marin américain, (titre original : Das Totenschiff) est un roman de l'écrivain d'origine allemande B. Traven, paru en 1926.

## Argument
Dans les années 1920, le narrateur, Gerard Gale, citoyen américain, se retrouve sans papiers à Anvers, son navire ayant appareillé alors qu’il était en virée en ville. Ne pouvant prouver sa nationalité ni son identité, il est chassé de Belgique comme vagabond. Faute de mieux, il accepte un engagement à bord du Yorrike, un rafiot voué au naufrage : étant dans un tel état que sa réparation couterait trop cher, le seul moyen qu’a l’armateur de gagner quelque chose avec est de le faire naviguer jusqu’à ce qu’il coule pour empocher la prime d’assurances. Il y travaille au pire poste, comme soutier à la chaudière à charbon, et fait la connaissance de Koslovsky, un Polonais.

## Réception critique
Le livre reçoit dès sa sortie un accueil très favorable de la critique dans le mouvement ouvrier. Entre 1926 et 1934, il est réimprimé 12 fois en Allemagne et traduit dans huit langues, avant d’en connaître une nouvelle vers l’anglais en 1934.

## Écriture et publications
Plusieurs thèmes chers à Traven sont présents dans le roman, comme la négation de l’héroïsme militaire, du militarisme, la critique du capitalisme mortifère. De même, il adopte volontairement le point de vue des prolétaires (il estime qu’il écrit « l’épopée de ceux qui se tapent le boulot »), au contraire par exemple d’un Conrad dont les romans de mer ne donnent que le point de vue des officiers (qui est généralement négatif à propos leur équipage) dans un style confinant au réalisme social. Il aborde également, toujours dans son langage simple, des thèmes plus généraux, comme le sens de la vie, de la mort, du courage et de la lâcheté, la réalité et l’illusion, la liberté et l’esclavage.
L’équipage est aussi une métaphore de la condition humaine dans un monde capitaliste : venus de partout, ne comptant que pour leur force de travail, dépourvus de papiers donc d’identité, et donc de patrie, ils sont déjà morts au monde ; ils font peut être partie de ces hommes dont la Première Guerre mondiale a fait, en les traumatisant, des morts sociaux ; et leur vie n’a aucune valeur pour leur employeur qui les destine à la mort. Un thème fréquent dans son œuvre, l’opposition entre les travailleurs qui risquent leur vie et ceux qui tirent profit de leur travail ; et si cette situation est condamnable, il y a peu à faire.
L’écriture de Traven porte aussi la trace d’une influence de Shakespeare (dont il a étudié les œuvres quand il était acteur en Allemagne, dans les années 1907-1915).
Le style est défini par Jack Ewing au croisement {{du picaresque, de l’étude de caractère et de la lamentation prolétarienne}}, qui le place dans la tradition de Melville et de Conrad. Le nom du héros principal, Gerard Gale, a pu être inspiré par Linn A. E. Gale, fondateur du syndicat anarchiste des IWW au Mexique, et que Traven a pu rencontrer. Ce nom signifie "tempête" en anglais, ce qui en fait un bon alter ego de Marut/Traven. On retrouve un personnage portant ce nom dans Les Cueilleurs de coton et dans Le Trésor de la Sierra Madre,,. Stanislas Koslovski, marin expérimenté polonais, est le deuxième personnage important du roman.
Certaines réécritures du roman au fil des traductions et des rééditions révèlent l’obsession de B. Traven d’effacer ses traces. La première édition en allemand comporte un passage en vers, qui sonne comme la réponse à un passage de La Légende de Khundar, que Traven a écrit quand il était le révolutionnaire en fuite Ret Marut. Il le fait disparaître. Un grand nombre de mots portent la trace de ses itinérances en Allemagne : mots d’Allemagne du nord, argot allemand des artistes ou du prolétariat. Son évocation d’une statue qu’on lui élèverait Siegesallee (Allée de la Victoire) lui ramène le « le mauvais goût dans la bouche et les visions de fantômes que laissent les révolutions avortées ». Le problème de l’identité, et des papiers exigés par les gouvernements pour les prouver, est au cœur de l’intrigue, et rejoint le caractère de Traven lui-même, qui a passé sa vie à cacher son identité officielle et son passé de sans-papiers, qui le condamne à une vie de marginal, face à des administrations qui rappellent le roman de Kafka Le Procès.
Le moment où le roman est traduit en anglais fournit une preuve que Traven n’a pas grandi dans un pays anglophone : l’éditeur Bernard Smith, chez Knopf à New York, s’abîma les yeux tant la traduction de l’allemand était hachée et pleine de germanismes. Il adapta donc cette traduction dans un meilleur anglais. La publication en anglais a lieu en 1934.

## Éditions
Le roman est publié en Allemagne par la guilde du livre Gutenberg (Berlin) en 1926.
Il est traduit une première fois par Charles Burghard en français en 1934 (version publiée aux éditions Flammarion) sous le titre de Vaisseau fantôme. Philippe Jacottet est l’auteur d’une adaptation parue à la Guilde du livre (Lausanne) en 1951. C’est cette traduction qui est généralement utilisée en France pour les éditions de poche. En 2010, les éditions La Découverte publient une nouvelle traduction de Michèle Valencia. Les trois traductions sont parties de l’édition en allemand, celle de Michèle Valencia est la première traduction intégrale.

## Citation
« Chaque époque a son Inquisition. La notre a le passeport pour remplacer les tortures du Moyen Âge. Et le chômage. »

## Traductions en français
La première traduction en français est le fait de Charles Burghard pour Flammarion, en 1934, avec pour titre Vaisseau fantôme. Philippe Jacottet propose ensuite une nouvelle traduction-adaptation ; elle paraît en 1951 sous le titre Le Vaisseau fantôme (édité par la guilde du livre à Lausanne). Cette traduction est reprise en 1954 par Calmann-Lévy qui par contre conserve le titre original, traduit en français (Le Vaisseau des morts).
- Le Vaisseau des morts. Histoire d'un marin américain (trad. par Philippe Jaccottet ; présentation d'Olivier Barrot), Paris, 10/18, 1986, 272 p. (ISBN 978-2-264-01012-4)
- Le Vaisseau des morts (trad. Michèle Valencia), Paris, La Découverte, coll. « Poche », 2010, 294 p. (ISBN 978-2-707-15954-0)Réédition Libertalia, collection « La petite littéraire », 2024, 476 p.  (ISBN 978-2-377-29337-7)

## Adaptations
- Le Vaisseau des morts a été porté au cinéma en 1959, diffusé en France sous le titre Les Mutins du Yorik
- Il a connu une adaptation radiophonique sur Radio France en 2005

La troupe de théâtre alternatif finnoise KOM a fait une adaptation du roman en 1982.